# 2382 Nonie
2382 Nonie eller 1977 GA är en asteroid i huvudbältet som upptäcktes den 13 april 1977 av Perth-observatoriet. Den är uppkallad efter astronomen Peter Jekabsons dotter.
Asteroiden har en diameter på ungefär 17 kilometer och den tillhör asteroidgruppen Pallas.